# Casa Carles Parés
La Casa Carles Parés és un edifici al municipi de Vilafranca del Penedès inclòs en l'Inventari del Patrimoni Arquitectònic de Catalunya. Edifici entre mitgeres i de quatre crugies, consta de planta baixa, dos pisos i golfes. La coberta és de teula àrab a dues aigües. L'ordenació de la façana i els elements ornamentals són d'inspiració clàssica. En conjunt pot inserir-se dins de l'estil eclèctic.